# Liste der Brücken über die Orbe
Die Liste der Brücken über die Orbe nennt die Orbe querende Brücken von der Quelle im regionalen Naturpark Haut-Jura bei der Ortschaft Les Rousses in Frankreich bis zum Zusammenfluss mit dem Talent zur Thielle (dt. Zihl) nordöstlich der Stadt Orbe in der Schweiz.

## Brückenliste
69 Übergänge überspannen den Fluss: 30 Strassenbrücken, 30 Fussgängerbrücken, 4 Eisenbahnbrücken, 3 Feldwegbrücken und 2 Rohrträgerbrücken.

### Obere Orbe (Département Jura, Frankreich)
14 Übergänge überqueren den Fluss in Frankreich.
| Bild | Name                              | Ort                 | Lage | Funktion                                                      | Konstruktion    | Material   | Länge in m | Höhe m ü. M. | Bemerkungen |
| ---- | --------------------------------- | ------------------- | ---- | ------------------------------------------------------------- | --------------- | ---------- | ---------- | ------------ | --- |
|      | Route du Lac-Brücke               | Les Rousses d'Amont |      | Strassenbrücke (zweispurig) D 29E2                            | Bachdurchlass   | Beton      | 4          | 1063         | Höchstgeschwindigkeit 50 km/h                                                                                               |
|      | Steg beim Lac des Rousses         | Les Rousses d'Amont |      | Fussgängerbrücke                                              | Balkenbrücke    | Holz       | 7          | 1060         | Flussabwärts befindet sich der Lac des Rousses.                                                                             |
|      | Route de la Planche Paget-Brücke  | Les Rousses         |      | Strassenbrücke (einspurig) mit Trottoirs                      | Balkenbrücke    | Stahl Holz | 11         | 1059         | Bremsschwelle Vorrang vor dem Gegenverkehr (Fahrtrichtung Strasse D 29E2) Höchstgeschwindigkeit 30 km/h Höchstgewicht 3,5 t |
|      | Rue de l'Auvergne-Brücke          | Bois-d’Amont        |      | Strassenbrücke (zweispurig) mit Trottoir                      | Balkenbrücke    | Beton      | 14         | 1059         | |
|      | Rue des Meuniers-Brücke           | Bois-d’Amont        |      | Strassenbrücke (zweispurig)                                   | Balkenbrücke    | Beton      | 38         | 1056         | Höchstgeschwindigkeit 30 km/h                                                                                               |
|      | Langlauf-Steg                     | Bois-d’Amont        |      | Langlaufbrücke                                                | Balkenbrücke    | Stahl Holz | 4          | 1055         | Die Langlaufloipe Grandes Traversées du Jura (GTJ) führt über die Brücke.                                                   |
|      | Brücke beim Stade Georges Lacroix | Bois-d’Amont        |      | Fussgängerbrücke                                              | Balkenbrücke    | Stahl Holz | 14         | 1053         | Steinblöcke dienen als Durchfahrtssperre.                                                                                   |
|      | Hauptstrasse-Brücke               | Bois-d’Amont        |      | Strassenbrücke (zweispurig) mit Trottoir D 29E2               | Balkenbrücke    | Beton      | 24         | 1053         | Bremsschwelle Höchstgeschwindigkeit 30 km/h                                                                                 |
|      | Boissellerie-Brücke               | Bois-d’Amont        |      | Fussgängerbrücke                                              | Gedeckte Brücke | Holz       | 12         | 1053         | Die gedeckte Passage ist ein Teil des Museums des Holzes Musée de la Boissellerie.                                          |
|      | Rue du Petit Pont-Brücke          | Bois-d’Amont        |      | Strassenbrücke (zweispurig) mit Trottoir                      | Balkenbrücke    | Beton      | 13         | 1053         | Bauwerk wurde 2022 renoviert. Höchstgeschwindigkeit 30 km/h Höchstgewicht 3,5 t                                             |
|      | Fusssteg mit Langlaufloipe        | Bois-d’Amont        |      | Fussgänger- und Langlaufbrücke                                | Balkenbrücke    | Stahl Holz | 15         | 1052         | Steinblöcke dienen als Durchfahrtssperre. Die Langlaufloipe La Frontière überquert die Brücke.                              |
|      | Steg bei Kaki                     | Bois-d’Amont        |      | Fussgängerbrücke mit Rohrleitung flussaufwärts vom Bauwerk    | Balkenbrücke    | Holz       | 10         | 1052         | Der Übergang ist nicht behindertengerecht (Stufe).                                                                          |
|      | Rue des Scies Neuves-Brücke       | Bois-d’Amont        |      | Strassenbrücke (einspurig) mit Rohrleitung an der Brückenwand | Balkenbrücke    | Beton      | 14         | 1047         | Sackgasse Höchstgeschwindigkeit 50 km/h                                                                                     |
|      | Fusssteg mit Langlaufloipe        | Bois-d’Amont        |      | Fussgänger- und Langlaufbrücke                                | Balkenbrücke    | Holz       | 8          | 1043         | Die Langlaufloipe La Frontière überquert die Brücke.                                                                        |

### Obere Orbe (Kanton Waadt, Schweiz)
Von der Grenze bis zum Lac de Joux erstreckt sich das Smaragd-Gebiet Vallée de Joux.
18 Übergänge überqueren den Fluss von Le Brassus bis Le Pont.
| Bild | Name                                 | Ort                   | Lage | Funktion                                                                         | Konstruktion | Material    | Länge in m | Höhe m ü. M. | Bemerkungen |
| ---- | ------------------------------------ | --------------------- | ---- | -------------------------------------------------------------------------------- | ------------ | ----------- | ---------- | ------------ | --- |
|      | Brücke bei Chalet du Carre           | Le Brassus            |      | Feldwegbrücke                                                                    | Balkenbrücke | Beton       | 13         | 1040         | Hinweistafel: Fischen verboten Das Bauwerk befindet sich im national geschützten Auengebiet Sagnes de la Burtignière. Das Bauwerk befindet sich im national geschützten Flachmoor La Burtignière. Nordwestlich und südöstlich befindet sich das national geschützte Hochmoor Bois du Carre. |
|      | Messstation-Steg                     | Le Brassus            |      | Fussgängerbrücke                                                                 | Balkenbrücke | Stahl       | 11         | 1039         | Privater Übergang ist nicht behindertengerecht (Stufen). Die hydrometrische Messstation Orbe - Le Chenit, Frontière (2371) vom Bundesamt für Umwelt (BAFU) befindet sich bei der Brücke. Hinweistafel: Fischen verboten Das Bauwerk befindet sich im national geschützten Auengebiet Sagnes de la Burtignière. Das Bauwerk befindet sich im national geschützten Flachmoor La Burtignière. |
|      | Brücke bei La Burtignière            | Le Brassus            |      | Strassenbrücke (einspurig)                                                       | Balkenbrücke | Beton       | 11         | 1033         | Hinweistafel: Fischen verboten Das Bauwerk befindet sich im national geschützten Auengebiet Sagnes de la Burtignière. Das Bauwerk befindet sich im national geschützten Flachmoor La Burtignière. Beim Bauwerk befinden sich die national geschützten Hochmoore Sagnes de la Burtignière und Sagne de Pré Rodet. |
|      | Pont-des-Scies-Brücke                | Le Brassus            |      | Strassenbrücke (einspurig)                                                       | Balkenbrücke | Beton       | 14         | 1030         | Das Bauwerk ersetzte eine Holzbrücke von 1991. Das Bauwerk befindet sich im national geschützten Flachmoor Le Brassus. 1 km flussaufwärts befindet sich das national geschützte Hochmoor La Bursine. |
|      | Brücke bei Crêt des Lecoultre        | Le Brassus            |      | Feldwegbrücke                                                                    | Balkenbrücke | Beton       | 13         | 1023         | Verbot für Motorwagen und Motorräder: Anwohner gestattet Das Bauwerk befindet sich im national geschützten Flachmoor Le Brassus. |
|      | Tribillet-Brücke                     | Le Brassus            |      | Strassenbrücke (einspurig)                                                       | Balkenbrücke | Stahl Beton | 20         | 1022         | Einbahnstrasse (Fahrtrichtung Tribillet) Einfahrt verboten (Fahrtrichtung Le Brassus) Höchstgewicht 16 t AVJ-Buslinie 690 (Le Pont–Les Bioux–Le Sentier–Le Brassus) Das Bauwerk befindet sich im national geschützten Flachmoor Le Brassus. |
|      | Route du Risoud-Brücke               | Le Brassus            |      | Strassenbrücke (zweispurig) mit Trottoir und Velostreifenmarkierung 131 84       | Balkenbrücke | Stahl Beton | 17         | 1020         | Höchstgeschwindigkeit 50 km/h Mountainbike-Route 3 Jura Bike (Etappe 9 Le Sentier–Nyon) Veloland-Route 7 Jura-Route (Etappe 6 Vallorbe–Nyon) Hinweistafel: Fischen verboten Das Bauwerk befindet sich im national geschützten Flachmoor Le Brassus. |
|      | Travys-Brücke                        | Le Brassus            |      | Eisenbahnbrücke (eingleisig) mit Rohrleitungen an der Brückenseite               | Balkenbrücke | Beton       | 15         | 1017         | Höchstgeschwindigkeit 60 km/h Bahnstrecke Vallorbe–Pont–Brassus Das Bauwerk befindet sich im national geschützten Flachmoor Le Brassus. |
|      | Le Pré-Rond-Brücke                   | Le Brassus            |      | Feldwegbrücke                                                                    | Balkenbrücke | Beton       | 12         | 1014         | Verbot für Motorwagen und Motorräder: Anwohner gestattet Sackgasse Das Bauwerk befindet sich im national geschützten Flachmoor Le Brassus. 500 m flussabwärts auf der rechten Seite befindet sich das national geschützte Hochmoor La Sagne du Campe. |
|      | Rue des Moulins-Brücke               | Le Sentier            |      | Strassenbrücke (zweispurig) mit Trottoir und Rohrleitungen an der Brückenwand 88 | Balkenbrücke | Beton       | 18         | 1011         | Höchstgeschwindigkeit 50 km/h |
|      | Brücke beim Schwimmbad               | Le Sentier            |      | Fussgängerbrücke                                                                 | Hängebrücke  | Holz Stahl  | 20         | 1009         | |
|      | Rue du Pont-Neuf-Brücke              | Le Sentier            |      | Strassenbrücke (zweispurig) mit Trottoir                                         | Balkenbrücke | Beton       | 20         | 1008         | Bauwerk wurde 1899 erstellt. Höchstgeschwindigkeit 50 km/h AVJ-Buslinie 690 (Le Pont–Les Bioux–Le Sentier–Le Brassus) |
|      | Brücke bei Route du Crépon           | Le Sentier            |      | Fussgängerbrücke                                                                 | Balkenbrücke | Stahl       | 24         | 1007         | |
|      | Brücke bei Route du Canal            | Le Sentier            |      | Fussgängerbrücke                                                                 | Balkenbrücke | Stahl       | 20         | 1007         | Übergang ist nicht behindertengerecht (Stufen). |
|      | Rue du Lac-Brücke                    | Le Sentier – L’Orient |      | Strassenbrücke (zweispurig) mit Trottoirs und Rohrleitung an der Brückenwand 86  | Balkenbrücke | Beton       | 26         | 1007         | Höchstgeschwindigkeit 50 km/h AVJ-Buslinie 690 (Le Pont–Les Bioux–Le Sentier–Le Brassus) Mountainbike-Route 996 Mont Tendre Bike (Le Sentier–Le Sentier) Wanderland-Route 127 Tour du Lac de Joux (Le Sentier–Le Sentier) und Route 130 Au sommet du Jura (Le Sentier–Montricher) Das Bauwerk befindet sich im national geschützten Flachmoor Chez le Poisson. 200 m flussaufwärts auf der linken Seite befindet sich das national geschützte Hochmoor Les Sagnes du Sentier. Flussabwärts befindet sich der Lac de Joux. |
|      | Brücke beim Ausfluss des Lac de Joux | Le Pont               |      | Fussgängerbrücke                                                                 | Balkenbrücke | Beton       | 15         | 1004         | Das Bauwerk befindet sich auf einer Landbrücke zwischen dem Lac de Joux und dem Lac Brenet. |
|      | Travys-Brücke                        | Le Pont               |      | Eisenbahnbrücke (eingleisig)                                                     | Balkenbrücke | Beton       | 14         | 1004         | Höchstgeschwindigkeit 60 km/h Bahnstrecke Vallorbe–Pont–Brassus Das Bauwerk befindet sich auf einer Landbrücke zwischen dem Lac de Joux und dem Lac Brenet. |
|      | Hauptstrasse-Brücke                  | Le Pont               |      | Strassenbrücke (zweispurig) mit Trottoir 131 151                                 | Balkenbrücke | Stahl Beton | 30         | 1004         | Höchstgeschwindigkeit 80 km/h Mountainbike-Route 3 Jura Bike (Etappe 8 Ste‑Croix–Le Sentier) Veloland-Route 7 Jura-Route (Etappe 6 Vallorbe–Nyon) Wanderland-Route 127 Tour du Lac de Joux (Le Sentier–Le Sentier) Das Bauwerk befindet sich auf einer Landbrücke zwischen dem Lac de Joux und dem Lac Brenet. Beim Lac Brenet befindet sich das national geschützte Flachmoor Lac Brenet. |

### Mittlere Orbe
16 Übergänge überqueren den Fluss in Vallorbe.
| Bild | Name                                                         | Ort                   | Lage | Funktion                                                                      | Konstruktion | Material   | Länge in m | Höhe m ü. M. | Bemerkungen |
| ---- | ------------------------------------------------------------ | --------------------- | ---- | ----------------------------------------------------------------------------- | ------------ | ---------- | ---------- | ------------ | --- |
|      | Unbenannter Steg                                             | Vallorbe              |      | Fussgängerbrücke                                                              | Balkenbrücke | Stahl      | 21         | 770          | Wanderweg 80 m flussaufwärts bei den Grotten von Vallorbe entspringt die Source de l’Orbe. |
|      | Route de la Raz-Brücke                                       | Vallorbe              |      | Strassenbrücke (zweispurig) mit Trottoir und Rohrleitungen an der Brückenwand | Balkenbrücke | Beton      | 21         | 759          | Das Bauwerk wurde 1973 erstellt. Travys-Buslinie 613 (Yverdon-les-Bains–Vallorbe) Wanderweg Eine hydrologische Messstation des Kantons Waadt befindet sich bei der Brücke. |
|      | Unbenannte Brücke                                            | Vallorbe              |      | Fussgängerbrücke                                                              | Balkenbrücke | Beton      | 23         | 751          | Wanderweg |
|      | Chemin des Prés-sous-Ville-Brücke                            | Vallorbe              |      | Strassenbrücke (einspurig) mit abgetrenntem Trottoir                          | Balkenbrücke | Stahl Holz | 26         | 749          | Das Bauwerk wurde 1985 erstellt. Höchstgeschwindigkeit 50 km/h Höchstgewicht 3,5 t Wanderweg |
|      | Unbenannte Brücke                                            | Vallorbe              |      | Fussgängerbrücke mit Rohrleitungen unterhalb der Fahrbahn                     | Bogenbrücke  | Beton      | 30         | 749          | Das Bauwerk wurde 1925 erstellt. |
|      | Hauptstrasse-Brücke                                          | Vallorbe              |      | Strassenbrücke (zweispurig) mit Trottoirs 251                                 | Balkenbrücke | Beton      | 25         | 749          | Höchstgeschwindigkeit 50 km/h Travys-Buslinien 613 (Yverdon-les-Bains–Vallorbe) und 685 (Orbe–Ballaigues–Vallorbe) Veloland-Route 7 Jura-Route (Etappe 6 Vallorbe–Nyon) Wanderland-Route 5 Jura-Höhenweg (Etappe 13 Ballaigues–Le Pont) Hinweistafel: Fischen verboten flussabwärts |
|      | Stauwehr-Steg                                                | Vallorbe              |      | Wehrbrücke                                                                    | Balkenbrücke | Stahl      | 6          | 748          | Das Bauwerk wurde 1923 erstellt. Private Steg mit abschliessbarer Schranke. |
|      | Ruelle des Grandes Forges-Brücke (über den Canal des Forges) | Vallorbe              |      | Strassenbrücke (einspurig)                                                    | Balkenbrücke | Beton      | 7          | 749          | Allgemeines Fahrverbot: Berechtigte ausgenommen Wanderland-Route 5 Jura-Höhenweg (Etappe 13 Ballaigues–Le Pont) und Route 135 Sentier de la Jougnena (Vallorbe–Jougne–Vallorbe) |
|      | Museum-Steg (über den Canal des Forges)                      | Vallorbe              |      | Fussgängerbrücke                                                              | Balkenbrücke | Holz       | 6          | 747          | Die Holzbrücke wurde 1985 erstellt. Übergang zum Eisen- und Eisenbahnmuseum. |
|      | Ruelle des Grandes Forges-Brücke (über den Canal des Forges) | Vallorbe              |      | Strassenbrücke (einspurig)                                                    | Balkenbrücke | Beton      | 11         | 746          | Allgemeines Fahrverbot: Berechtigte ausgenommen Wanderland-Route 5 Jura-Höhenweg (Etappe 13 Ballaigues–Le Pont) und Route 135 Sentier de la Jougnena (Vallorbe–Jougne–Vallorbe) Hinweistafel: Fischen verboten                                                                      |
|      | Wehrsteg                                                     | Vallorbe              |      | Wehrbrücke mit zwei Rohrleitungen flussabwärts vom Bauwerk                    | Balkenbrücke | Beton      | 36         | 746          | Wanderland-Route 5 Jura-Höhenweg (Etappe 13 Ballaigues–Le Pont) und Route 135 Sentier de la Jougnena (Vallorbe–Jougne–Vallorbe) |
|      | Viadukt von Le Day (über den Lac du Day)                     | Vallorbe              |      | Eisenbahnbrücke (zweigleisig) mit Fuss- und Veloweg unterhalb der Schienen    | Bogenbrücke  | Beton      | 161        | 741          | Die Gitterträgerbrücke von 1870 wurde 1923–1925 in eine Steinbogenbrücke umgebaut. Höchstgeschwindigkeit 80 km/h Bahnstrecken Paris–Lausanne, Vallorbe–Lausanne und Vallorbe–Pont–Brassus Wanderweg                                                                                 |
|      | Unbenannte Brücke (beim Lac du Day)                          | Vallorbe              |      | Fussgängerbrücke                                                              | Balkenbrücke | Beton      | 20         | 739          | Privater Übergang mit abschliessbarer Metallschranke. Hinweistafel: Zutritt verboten ! Jede Haftung wird abgelehnt. |
|      | Staudamm du Day-Brücke (über den Lac du Day)                 | Ballaigues – Vallorbe |      | Fussgängerübergang auf der Wehrkrone                                          | Talsperre    | Beton      | 80         | 739          | Die Staumauer wurde 1955 erstellt. Wanderland-Route 5 Jura-Höhenweg (Etappe 13 Ballaigues–Le Pont) und Route 135 Sentier de la Jougnena (Vallorbe–Jougne–Vallorbe) |
|      | Unbenannter Steg                                             | Ballaigues – Vallorbe |      | Fussgängerbrücke                                                              | Balkenbrücke | Stahl      | 25         | 678          | Der Übergang wurde 2001 erstellt. Wanderweg Hinweistafel: Vorsicht ! Es ist gefährlich sich im Flussbett aufzuhalten. Der Betrieb der Wasserkraftanlagen kann das Wasser jederzeit und plötzlich anschwellen lassen.                                                                |
|      | Unbenannter Steg                                             | Ballaigues – Vallorbe |      | Fussgängerbrücke                                                              | Balkenbrücke | Holz       | 26         | 622          | Der Übergang ist nicht behindertengerecht (Treppen). Wanderweg Hinweistafel: Vorsicht ! Es ist gefährlich sich im Flussbett aufzuhalten. Der Betrieb der Wasserkraftanlagen kann das Wasser jederzeit und plötzlich anschwellen lassen.                                             |

### Untere Orbe
21 Übergänge überqueren den Fluss von Les Clées bis Orbe.
| Bild | Name                                        | Ort                 | Lage | Funktion                                                                                              | Konstruktion    | Material         | Länge in m | Höhe m ü. M. | Bemerkungen |
| ---- | ------------------------------------------- | ------------------- | ---- | --- | --------------- | ---------------- | ---------- | ------------ | --- |
|      | Unbenannte Brücke                           | Les Clées           |      | Strassenbrücke (einspurig)                                                                            | Bogenbrücke     | Stein Beton      | 18         | 580          | Die einbogige Steinbrücke, erstmals erwähnt 1050, wurde 1762–1764 rekonstruiert. Wanderweg |
|      | Unbenannte Brücke                           | Les Clées           |      | Strassenbrücke (zweispurig) 282                                                                       | Bogenbrücke     | Stein Beton      | 52         | 580          | Die fünfbogige Steinbrücke wurde 1904 erstellt. Höchstgewicht 28 t Veloland-Route 487 Boucle de la Plaine de l'Orbe (Orbe–Grandson) Wanderweg |
|      | Blauer Steg                                 | Montcherand – Agiez |      | Fussgängerbrücke                                                                                      | Balkenbrücke    | Stahl Beton Holz | 25         | 520          | Wanderweg Hinweistafel: Vorsicht ! Es ist gefährlich sich im Flussbett aufzuhalten. Der Betrieb der Wasserkraftanlagen kann das Wasser jederzeit und plötzlich anschwellen lassen. |
|      | Unbenannte Brücke                           | Montcherand – Agiez |      | Fussgängerbrücke                                                                                      | Hängebrücke     | Stahl Beton      | 28         | 477          | Wanderland-Route 70 Via Francigena (Etappe 2 Ste‑Croix–Orbe) |
|      | Rohrträger-Brücke                           | Montcherand – Agiez |      | Rohrleitungsbrücke Fussgängerbrücke                                                                   | Fachwerkbrücke  | Stahl            | 64         | 470          | Brücke mit nicht öffentlichem Kontrollsteg der Romande Energie SA. |
|      | Unbenannte Brücke                           | Orbe – Agiez        |      | Fussgängerbrücke                                                                                      | Balkenbrücke    | Beton            | 25         | 454          | Der Übergang befindet sich beim Kraftwerkareal Le Chalet. Die Talsperre Le Chalet wurde 1894 fertiggestellt. Die hydrometrische Messstation Orbe - Orbe, Le Chalet (2378) vom Bundesamt für Umwelt (BAFU) befindet sich 70 m flussabwärts auf der rechten Flussseite. |
|      | Rohrträger-Brücke                           | Orbe – Agiez        |      | Rohrleitungsbrücke                                                                                    | Balkenbrücke    | Stahl            | 31         | 454          | |
|      | Unbenannte Brücke                           | Orbe                |      | Fussgängerbrücke                                                                                      | Fachwerkbrücke  | Stahl            | 26         | 451          | |
|      | Puisoir-Brücke                              | Orbe                |      | Strassenbrücke (einspurig) mit Rohrleitungen an der Brückenwand                                       | Balkenbrücke    | Beton            | 26         | 450          | Allgemeines Fahrverbot: Berechtigte ausgenommen Höchstgewicht 3,5 t Wanderland-Route 70 Via Francigena (Etappe 2 Ste‑Croix–Orbe und Etappe 3 Orbe–Cossonay) |
|      | Chemin des Presidents-Brücke                | Orbe                |      | Fussgängerbrücke                                                                                      | Hängebrücke     | Holz Stahl       | 31         | 450          | Offene Holzbrücke |
|      | Grand Pont (Pichard-Brücke)                 | Orbe                |      | Strassenbrücke (zweispurig) mit Trottoirs 130 132 276                                                 | Bogenbrücke     | Stein Beton      | 67         | 450          | Das erhaltenswerte Bauwerk wurde 1826–1830 erstellt. Höchstgeschwindigkeit 50 km/h PostAuto-Buslinien 680 (Yverdon-les-Bains–Orbe Gruvatiez), 681 (Yverdon-les-Bains–Orbe–Arnex), 682 (Yverdon-les-Bains–Valeyres-sous-Rances–Orbe –Agiez–Arnex) und 683 (Orbe–Croy-Romainmôtier–Vaulion–Le Pont–Mont d'Orzeires) Veloland-Route 50 Jurasüdfuss-Route (Etappe 4 Yverdon-les-Bains–Bière) und Route 487 Boucle de la Plaine de l'Orbe (Orbe–Grandson) |
|      | Travys-Brücke                               | Orbe                |      | Eisenbahnbrücke (eingleisig) mit Rohrleitung an der Brückenseite                                      | Bogenbrücke     | Beton            | 40         | 450          | Travys-Bahnstrecke Chavornay-Orbe. |
|      | Wehrsteg                                    | Orbe                |      | Wehrbrücke                                                                                            | Balkenbrücke    | Beton Stahl      | 12         | 450          | Hinweistafel: Zugang für Unbefugte verboten. |
|      | Pont du Moulinet (Pont de l’Ermite)         | Orbe                |      | Strassenbrücke (einspurig)                                                                            | Bogenbrücke     | Stein            | 28         | 450          | Die erhaltenswerte Brücke wurde 1424 erstellt. Sie zählt zu den ältesten erhaltenen Steinbrücken der Schweiz. |
|      | Rod Mühle-Brücke                            | Orbe                |      | Fussgängerbrücke                                                                                      | Gedeckte Brücke | Holz             | 35         | 441          | Die Brücke wurde 1898 erstellt und verbindet die ehemaligen Rod Mühlen beidseits der Orbe. Die gedeckte Passage ist ein Teil des Museums Patrimoine au fil de l'eau, das seit 2020 geschlossen ist. |
|      | Route de Chavornay-Brücke                   | Orbe                |      | Strassenbrücke (zweispurig) mit abgetrennten Trottoirs                                                | Bogenbrücke     | Stahl            | 26         | 441          | Höchstgeschwindigkeit 50 km/h Travys-Buslinie 693 (Orbe gare–Penchèvre–Les Granges (Orbe) gare) |
|      | Via Urba-Brücke                             | Orbe                |      | Strassenbrücke (zweispurig) mit schmalem Trottoir und Rohrleitungen flussaufwärts vom Bauwerk 133 288 | Balkenbrücke    | Beton            | 30         | 441          | Höchstgeschwindigkeit 80 km/h |
|      | Viaduc de la Plaine de l'Orbe (Autobahn A9) | Orbe                |      | Autobahnbrücke (vierspurig) mit zwei Standspuren                                                      | Balkenbrücke    | Beton            | 2080       | 438          | Höchstgeschwindigkeit 120 km/h Das Viadukt wurde 1989 fertiggestellt. Travys-Buslinie 613 (Yverdon-les-Bains–Vallorbe) Das Bauwerk überquert auch die Flüsse Nozon und Talent sowie mehrere Lokalstrassen. |
|      | Unbenannte Brücke                           | Orbe                |      | Strassenbrücke (einspurig) mit schmalen Trottoirs                                                     | Bogenbrücke     | Stahl Beton      | 28         | 441          | Unebene Fahrbahn Höchstgeschwindigkeit 30 km/h Höchstgewicht 40 t |
|      | Unbenannter Steg                            | Orbe                |      | Fussgängerbrücke mit Rohrleitung flussabwärts vom Bauwerk                                             | Fachwerkbrücke  | Stahl            | 28         | 440          | Privater Übergang zur Strafanstalt Etablissements de la Plaine de l'Orbe. Hinweistafel: Fotografieren verboten |
|      | Unbenannte Brücke                           | Orbe                |      | Strassenbrücke (zweispurig)                                                                           | Balkenbrücke    | Stahl Beton      | 35         | 438          | Allgemeines Fahrverbot: Berechtigte ausgenommen Die Einfahrt zur Strafanstalt Etablissements de la Plaine de l'Orbe wird von einem Wachhäuschen durch eine Sicherheitsfirma überwacht. |